# Oreoica gutturalis
Oreoica gutturalis là một loài chim trong họ Oreoicidae, trước đây từng xếp trong họ Pachycephalidae.